# كليمر رايت
كليمر رايت (بالإنجليزية: Clymer Wright)‏ هو صحفي أمريكي، ولد في 24 يوليو 1932، وتوفي في 24 يناير 2011 في هيوستن في الولايات المتحدة.